# Adoxia mediocris
Adoxia mediocris là một loài bọ cánh cứng trong họ Chrysomelidae. Loài này được Broun miêu tả khoa học năm 1917.